# Emmanuel Mudiay
Emmanuel Kabeya Mudiay (Kinshasa, 5 marzo 1996) è un cestista della Repubblica Democratica del Congo naturalizzato statunitense, di ruolo playmaker.

## Primi anni
Emmanuel Mudiay nasce a Kinshasa nell'allora Zaire, oggi Repubblica Democratica del Congo, da Jean-Paul Mudiay e Therese Kabeya. Suo padre morì quando era ancora bambino. I suoi primi anni di vita coincidono con il culmine della terribile Seconda guerra del Congo: la sua famiglia visse in costante terrore delle milizie tutsi.
Nel 2001 Therese Kabeya e i suoi figli scapparono dal loro paese e chiesero e ottennero asilo dagli Stati Uniti.

## Carriera
Inizia la sua carriera giovanile alla Grace Prep High School di Arlington, Texas. Nella sua prima stagione come freshman gioca insieme ad Isaiah Austin. Mudiay segna 16 punti nella finale della "Texas Association of Private and Parrochial Schools" aiutando la squadra a sconfiggere la "Westbury Christian School" con il punteggio di 42-37.
Dopo si trasferisce alla Prime Prep High School di Dallas, qui mettendosi in luce, viene definito come uno dei migliori prospetti del Draft NBA 2015. Finita la high school, si accorda con gli SMU Mustangs del coach Larry Brown ma nel giugno del 2014 decide di non giocare al college, entrando nel mondo dei giocatori professionisti. Alla base di questa decisione, come ammesso dallo stesso Emmanuel, ci sono le difficoltà economiche in cui versa la sua famiglia.

### Cina: Guangdong Southern Tigers
Il 22 luglio firma ufficialmente un contratto annuale di 1,2 milioni di dollari con i Guangdong Southern Tigers, andando a giocare nella CBA.
Un simile procedimento, ovvero saltare il college e giocare direttamente tra i professionisti in una lega estera, era stato sperimentato anni prima dal playmaker Brandon Jennings che andò a giocare nella Virtus Roma.
Chiusa l'esperienza cinese, dove Mudiay viaggiò a 18 punti, 6,3 rimbalzi e 5,9 assist di media, si dichiarò eleggibile al Draft NBA 2015.

### NBA

#### Denver Nuggets
Al Draft NBA 2015 venne scelto come settimo assoluto dai Denver Nuggets.
Con questi disputò la NBA Summer League 2015 venendo inserito nel secondo miglior quintetto della manifestazione. Dopo un'ottima stagione da rookie, il suo rendimento andò calando diventando gradualmente il play di riserva della franchigia del Colorado.

#### New York Knicks

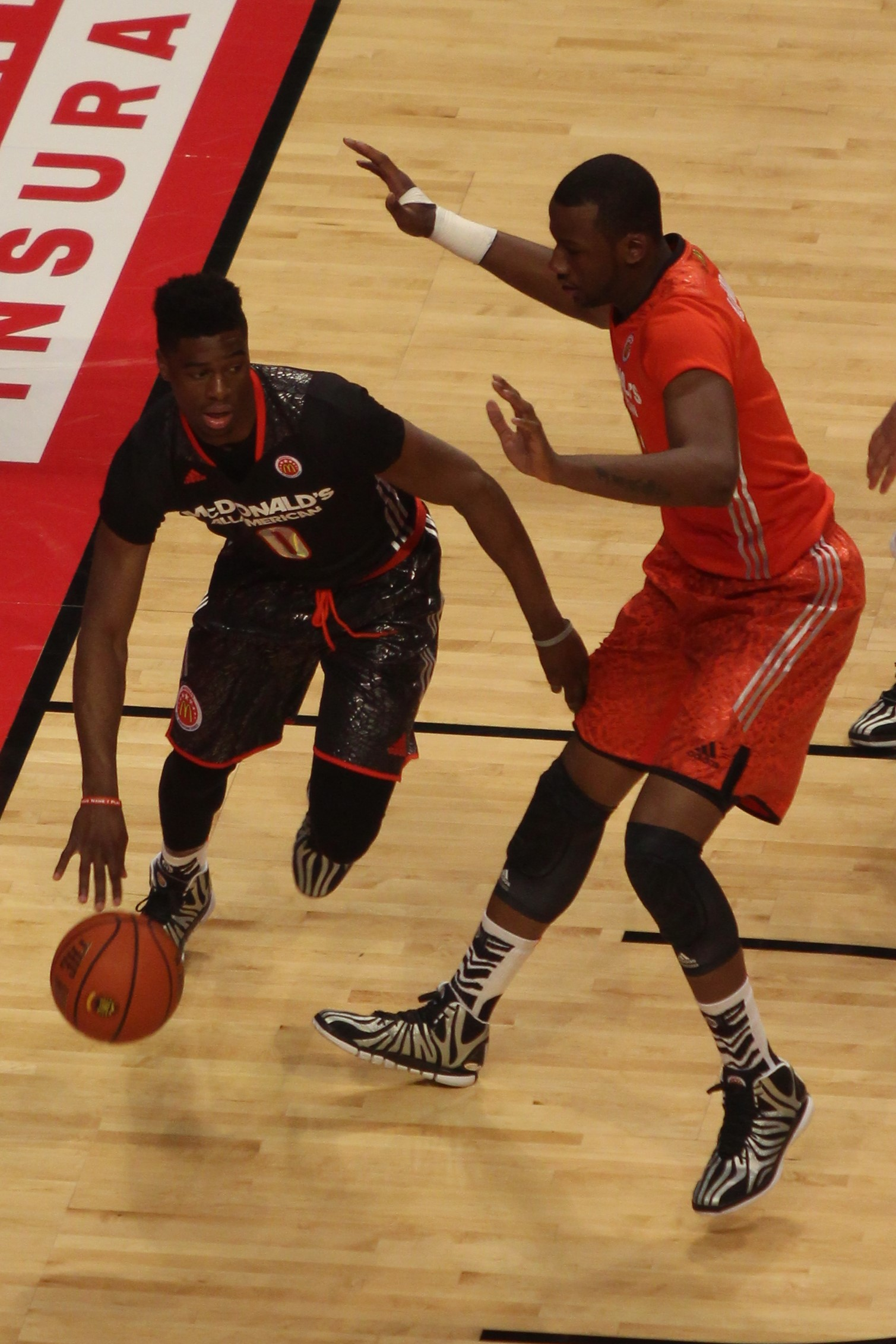
Mudiay (sinistra) contro Cliff Alexander al McDonald's All-American Boys Game del 2014

L'8 febbraio 2018 venne ceduto in una trade a 3 squadre che coinvolse anche i Dallas Mavericks ai New York Knicks; a Denver andò Devin Harris (da Dallas) mentre ad andare a New York fu Doug McDermott (sempre da Dallas).

#### Utah Jazz
Il 3 luglio 2019 firmò con gli Utah Jazz.

#### Sacramento Kings
Il 22 dicembre 2021, dopo aver trascorso la prima parte della stagione 2021-2022 in Lituania allo Žalgiris Kaunas (con cui gioca anche alcune partite in Eurolega), firma un contratto di 10 giorni con i Sacramento Kings.

## Statistiche

### NBA

#### Regular Season
| Anno      | Squadra          | PG  | PT  | MP   | TC%  | 3P%  | TL%  | RP  | AP  | PRP | SP  | PP   |
| --------- | ---------------- | --- | --- | ---- | ---- | ---- | ---- | --- | --- | --- | --- | ---- |
| 2015-2016 | Denver Nuggets   | 68  | 66  | 30,4 | 36,4 | 31,9 | 67,0 | 3,4 | 5,5 | 1,0 | 0,5 | 12,8 |
| 2016-2017 | Denver Nuggets   | 55  | 41  | 25,6 | 37,7 | 31,6 | 78,4 | 3,3 | 3,9 | 0,7 | 0,2 | 12,0 |
| 2017-2018 | Denver Nuggets   | 42  | 0   | 17,9 | 40,1 | 37,3 | 80,8 | 2,2 | 2,9 | 0,5 | 0,1 | 8,5  |
| 2017-2018 | N.Y. Knicks      | 22  | 14  | 22,4 | 36,8 | 19,6 | 68,6 | 2,6 | 3,9 | 0,9 | 0,3 | 8,8  |
| 2018-2019 | N.Y. Knicks      | 59  | 42  | 27,2 | 44,6 | 32,9 | 77,4 | 3,3 | 3,9 | 0,7 | 0,3 | 14,8 |
| 2019-2020 | Utah Jazz        | 54  | 2   | 15,7 | 46,2 | 34,5 | 75,9 | 2,3 | 2,1 | 0,4 | 0,2 | 7,3  |
| 2021-2022 | Sacramento Kings | 2   | 0   | 5,5  | 0,0  | -    | 75,0 | 0,0 | 2,0 | 0,5 | 0,0 | 1,5  |
| Carriera  | Carriera         | 302 | 165 | 23,8 | 40,1 | 32,3 | 74,4 | 2,9 | 3,8 | 0,7 | 0,3 | 10,9 |

#### Playoffs
| Anno     | Squadra   | PG | PT | MP   | TC%  | 3P%  | TL%  | RP  | AP  | PRP | SP  | PP  |
| -------- | --------- | -- | -- | ---- | ---- | ---- | ---- | --- | --- | --- | --- | --- |
| 2020     | Utah Jazz | 3  | 0  | 11,3 | 35,7 | 66,7 | 50,0 | 2,0 | 0,7 | 0,0 | 0,3 | 4,3 |
| Carriera | Carriera  | 3  | 0  | 11,3 | 35,7 | 66,7 | 50,0 | 2,0 | 0,7 | 0,0 | 0,3 | 4,3 |

## Palmarès
- McDonald's All-American (2014)
- Nike Hoop Summit (2014)
- Samsung All-NBA Summer League Second Team (2015)
- NBA All-Rookie Second Team (2016)